# Santiago do Cacém (freguesia)
A Freguesia de Santiago do Cacém é uma extinta freguesia portuguesa do Município de Santiago do Cacém, que tinha 116,79 km² de área e 7 603 habitantes (2011), e, por isso, uma densidade populacional de 65,1 hab/km².
Foi extinta e agregada às Freguesias de São Bartolomeu da Serra e de Santa Cruz, criando-se a União das freguesias de Santiago do Cacém, Santa Cruz e São Bartolomeu da Serra. 
O seu nome deriva do Governador Mouro Kassim e da Ordem de Santiago.

## População
| População da freguesia de Santiago do Cacém | População da freguesia de Santiago do Cacém | População da freguesia de Santiago do Cacém | População da freguesia de Santiago do Cacém | População da freguesia de Santiago do Cacém | População da freguesia de Santiago do Cacém | População da freguesia de Santiago do Cacém | População da freguesia de Santiago do Cacém | População da freguesia de Santiago do Cacém | População da freguesia de Santiago do Cacém | População da freguesia de Santiago do Cacém | População da freguesia de Santiago do Cacém | População da freguesia de Santiago do Cacém | População da freguesia de Santiago do Cacém | População da freguesia de Santiago do Cacém |
| ------------------------------------------- | ------------------------------------------- | ------------------------------------------- | ------------------------------------------- | ------------------------------------------- | ------------------------------------------- | ------------------------------------------- | ------------------------------------------- | ------------------------------------------- | ------------------------------------------- | ------------------------------------------- | ------------------------------------------- | ------------------------------------------- | ------------------------------------------- | ------------------------------------------- |
| 1864                                        | 1878                                        | 1890                                        | 1900                                        | 1911                                        | 1920                                        | 1930                                        | 1940                                        | 1950                                        | 1960                                        | 1970                                        | 1981                                        | 1991                                        | 2001                                        | 2011                                        |
| 2 666                                       | 3 193                                       | 3 969                                       | 4 188                                       | 4 641                                       | 5 103                                       | 6 310                                       | 7 351                                       | 6 645                                       | 6 939                                       | 6 088                                       | 6 776                                       | 6 039                                       | 7 274                                       | 7 603                                       |

| Distribuição da População por Grupos Etários | Distribuição da População por Grupos Etários | Distribuição da População por Grupos Etários | Distribuição da População por Grupos Etários | Distribuição da População por Grupos Etários | Distribuição da População por Grupos Etários | Distribuição da População por Grupos Etários | Distribuição da População por Grupos Etários | Distribuição da População por Grupos Etários | Distribuição da População por Grupos Etários |
| -------------------------------------------- | -------------------------------------------- | -------------------------------------------- | -------------------------------------------- | -------------------------------------------- | -------------------------------------------- | -------------------------------------------- | -------------------------------------------- | -------------------------------------------- | -------------------------------------------- |
| Ano                                          | 0-14 Anos                                    | 15-24 Anos                                   | 25-64 Anos                                   | > 65 Anos                                    |                                              | 0-14 Anos                                    | 15-24 Anos                                   | 25-64 Anos                                   | > 65 Anos                                    |
| 2001                                         | 914                                          | 984                                          | 3 841                                        | 1 535                                        |                                              | 12,6%                                        | 13,5%                                        | 52,8%                                        | 21,1%                                        |
| 2011                                         | 1 028                                        | 606                                          | 4 087                                        | 1 882                                        |                                              | 13,5%                                        | 8,0%                                         | 53,8%                                        | 24,8%                                        |

Média do País no censo de 2001:  0/14 Anos-16,0%; 15/24 Anos-14,3%; 25/64 Anos-53,4%; 65 e mais Anos-16,4%
Média do País no censo de 2011:   0/14 Anos-14,9%; 15/24 Anos-10,9%; 25/64 Anos-55,2%; 65 e mais Anos-19,0%

## Património
- Área do Castelo Velho com as ruínas romanas de Miróbriga
- Castelo de Santiago do Cacém
- Igreja de Santiago ou Igreja Matriz de Santiago do Cacém
- Convento de Nossa Senhora do Loreto (ruínas)
- Capela de São Brás
- Ermida de São Sebastião
- Chafariz da Senhora do Monte
- Pelourinho de Santiago do Cacém
- Capela de São Pedro
- Pousada de Santiago do Cacém

## Personalidades ilustres
- Visconde de Santiago do Cacém